# Equites singulares Augusti

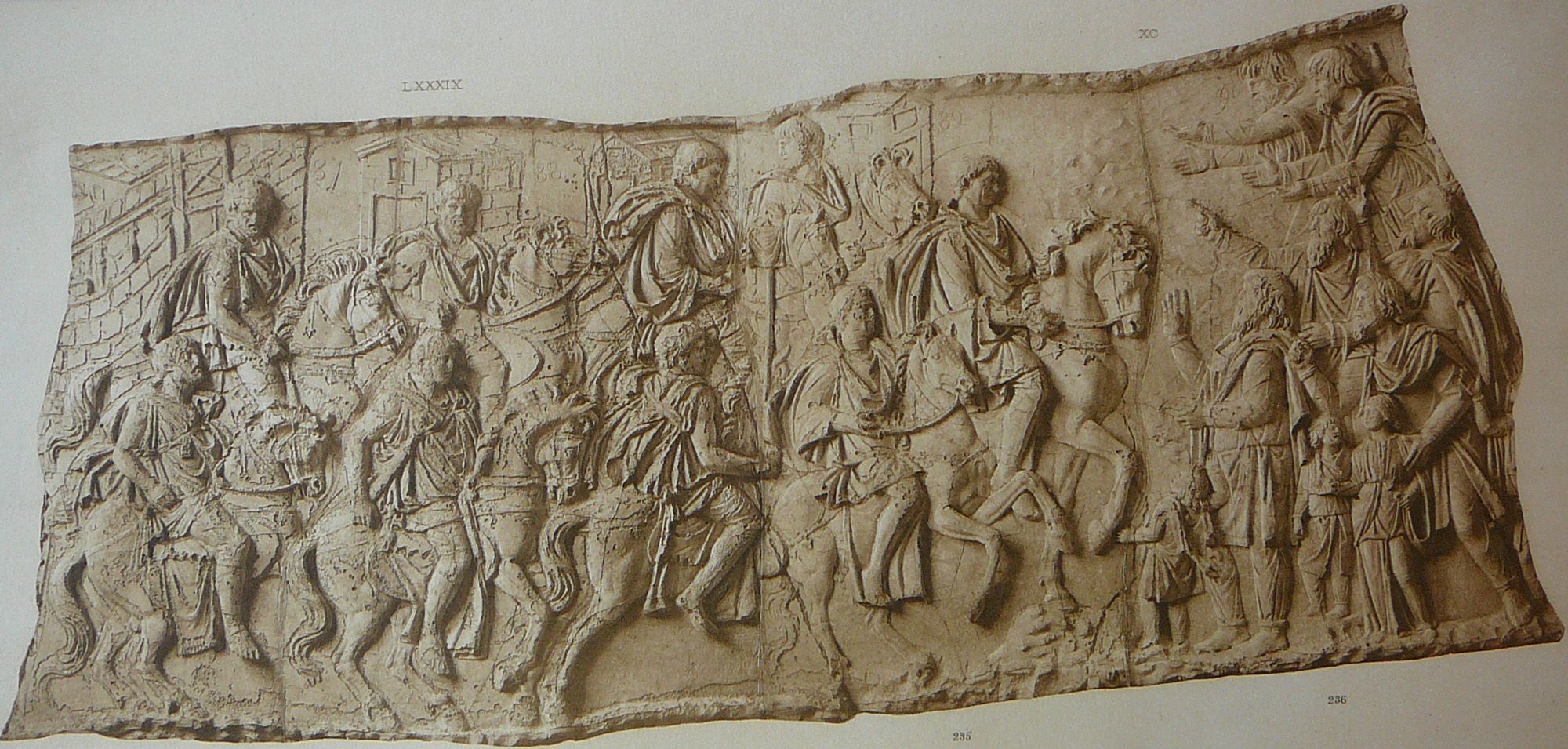
La guardia personal del emperador (izquierda) escoltan al emperador Trajano en su campaña en Dacia (101-105). Detalle de la Columna de Trajano, en Roma.

Los equites singulares Augusti (literalmente, "caballería personal del Augusto") fueron, durante el periodo del Principado del imperio romano, una unidad militar especial de caballería dedicada a la escolta del emperador siempre que abandonaba la capital. Sus jinetes eran elegidos por su valor, destreza e integridad de entre los que servían en las unidades auxiliares del ejército romano, alas y cohortes equitatas. Además del cuerpo imperial, en las provincias también existían como pequeñas unidades dedicadas a la protección y escolta como guardia de corps de personalidades y dignatarios romanos, especialmente de los gobernadores provinciales.

## Creación, evolución histórica y misiones

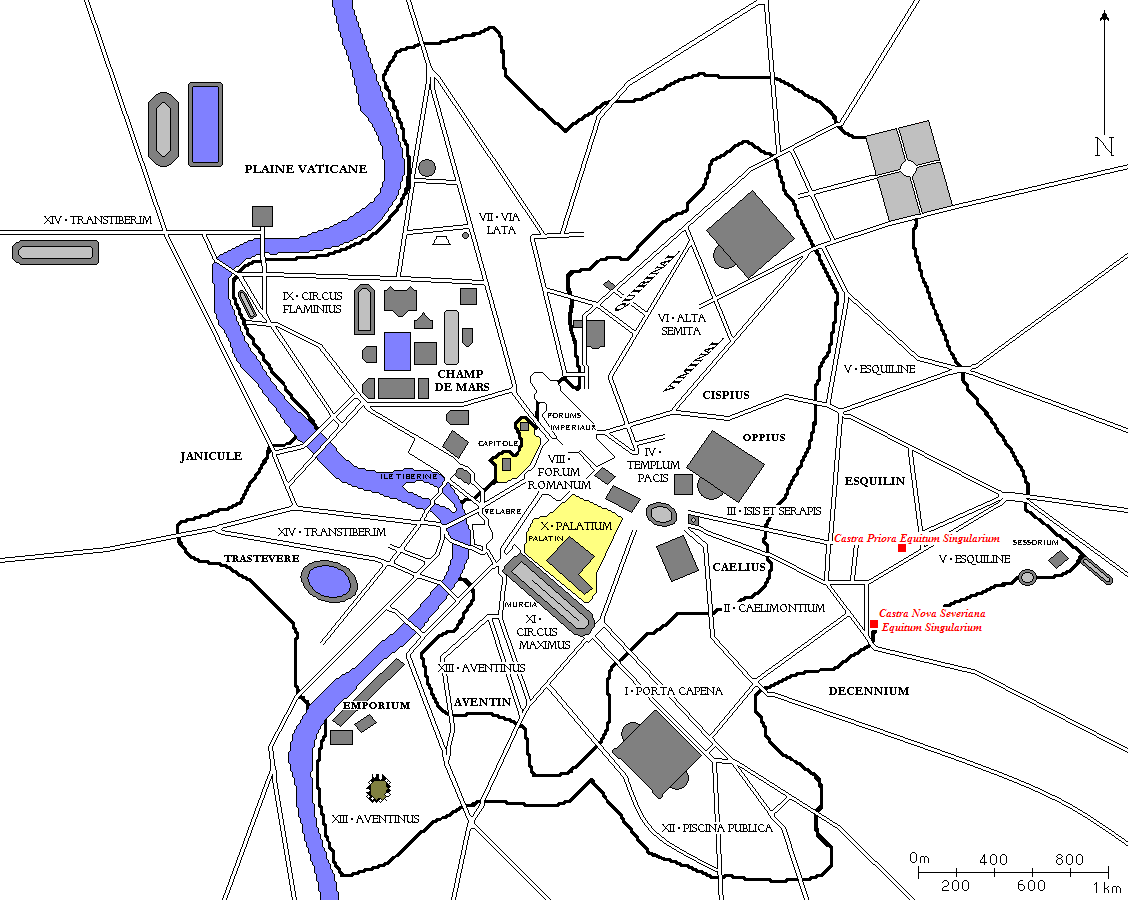
Plano de Roma en el que aparecen marcados los acuartelamientos sucesivos de los Equites Singulares Augusti.

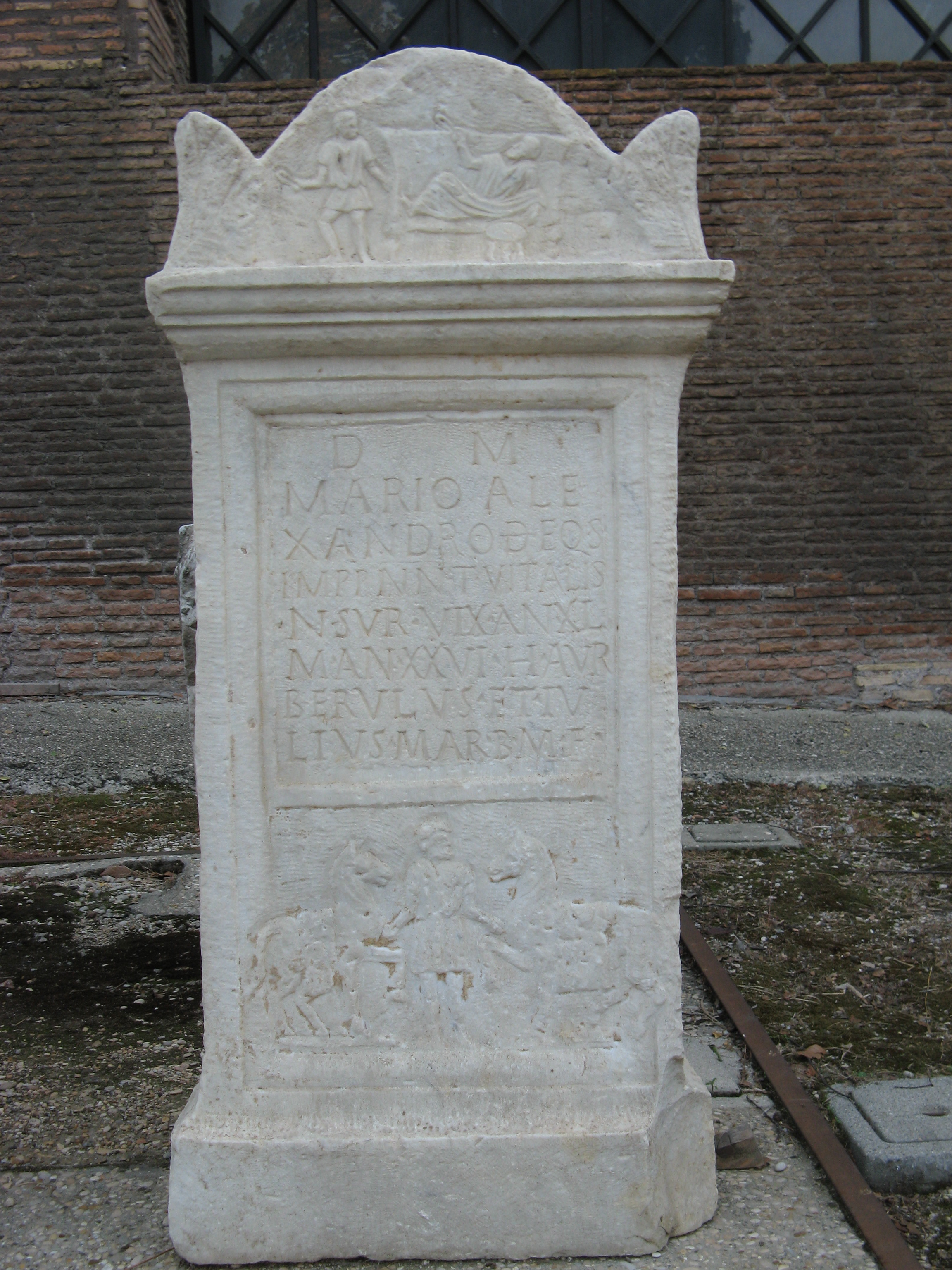
Epitafio de un jinete de los Equites singulaes Augusti procedente de Roma.

El regimiento imperial fue reconstituido a finales del siglo I en la forma de un ala bajo el mando de un tribuno militar, con base en un campamento en la colina de Celio. Inicialmente contaba con 720 soldados de caballería, divididos en 24 turmae, o escuadrones, de 30 hombres cada uno. Los componentes se incrementaron hasta alrededor de 1000 soldados durante el reinado de Adriano (r. 117-38) y el regimiento fue expandido hasta los 2000 soldados a comienzos del siglo III por el emperador Septimio Severo (r. 197-211)., quien construyó para ellos un nuevo acuartelamiento, localizado debajo de la Archibasílica de San Juan de Letrán.
Eran reclutados de entre los mejores soldados de las alae, los regimientos de caballería de las tropas auxiliares romanas, siendo el único regimiento de la Guardia Pretoriana que admitía peregrini, carentes del estatuto de ciudadanos romanos, entre sus filas. Su núcleo inicial fueron soldados de caballería bátavos. En la Columna de Trajano (año 113), los estandartes de la unidad aparecen mostrando el mismo motivo que el de las legionesː el rayo y el trueno.
Los Equites Singulares Augusti estaban especialmente dedicados a tareas de escolta y protección del emperador y de su familia. Equiparados a la guardia pretoriana, sufrieron numerosas reorganizaciones coincidiendo con las necesidades o la voluntad del emperador reinante, como, por ejemplo, las realizadas por Caracalla o Majencio. En tiempos de Majencio tenían su cuartel (Castra Nova Equitum Singularium) en Laterano junto al antiguo palacio de los Plautii Laterani.
Parece que después de algunas campañas, algunos destacamentos de singulares quedaron estacionados en las provincias para formar un núcleo de nuevas alae regulares que retenían el prestigioso título de singulares y la reputación de tropas de élite. Un ejemplo sería el Ala I Flavia singularium, estacionada en Recia a mediados del siglo II.

## Disolución
En el año 312, tras la derrota del emperador Majencio en la batalla del puente Milvio, el regimiento fue licenciado junto con el resto de la Guardia Pretoriana por Constantino I (r. 312-37). La unidad es posible que se hubiera vuelto redundante si tenemos en cuenta que los scholae, regimientos de caballería de élite que escoltaban al emperador, ya habían sido creados por el emperador Diocleciano (r. 284-305). También es posible que los scholae hubiesen sido fundados por Constantino directamente para reemplazar a los equites singulares.
A partir de 313 Constantino I demolió el cuartel y el palacio para construir en su lugar la basílica de San Juan de Letrán, y las excavaciones recientes realizadas en el subsuelo de esta basílica han revelado estancias y estructuras pertenecientes al cuartel y algunas muestras interesantes de la decoración mural del palacio. Se conservan algunos restos de un supuesto cementerio de los équites singulares en un lugar cerca de Roma, de propiedad imperial, llamado Ad duas lauros, al pie de la Vía Labicana cerca también del Mausoleo de Santa Helena, Helena Augusta, madre de Constantino.

## Bibliografía

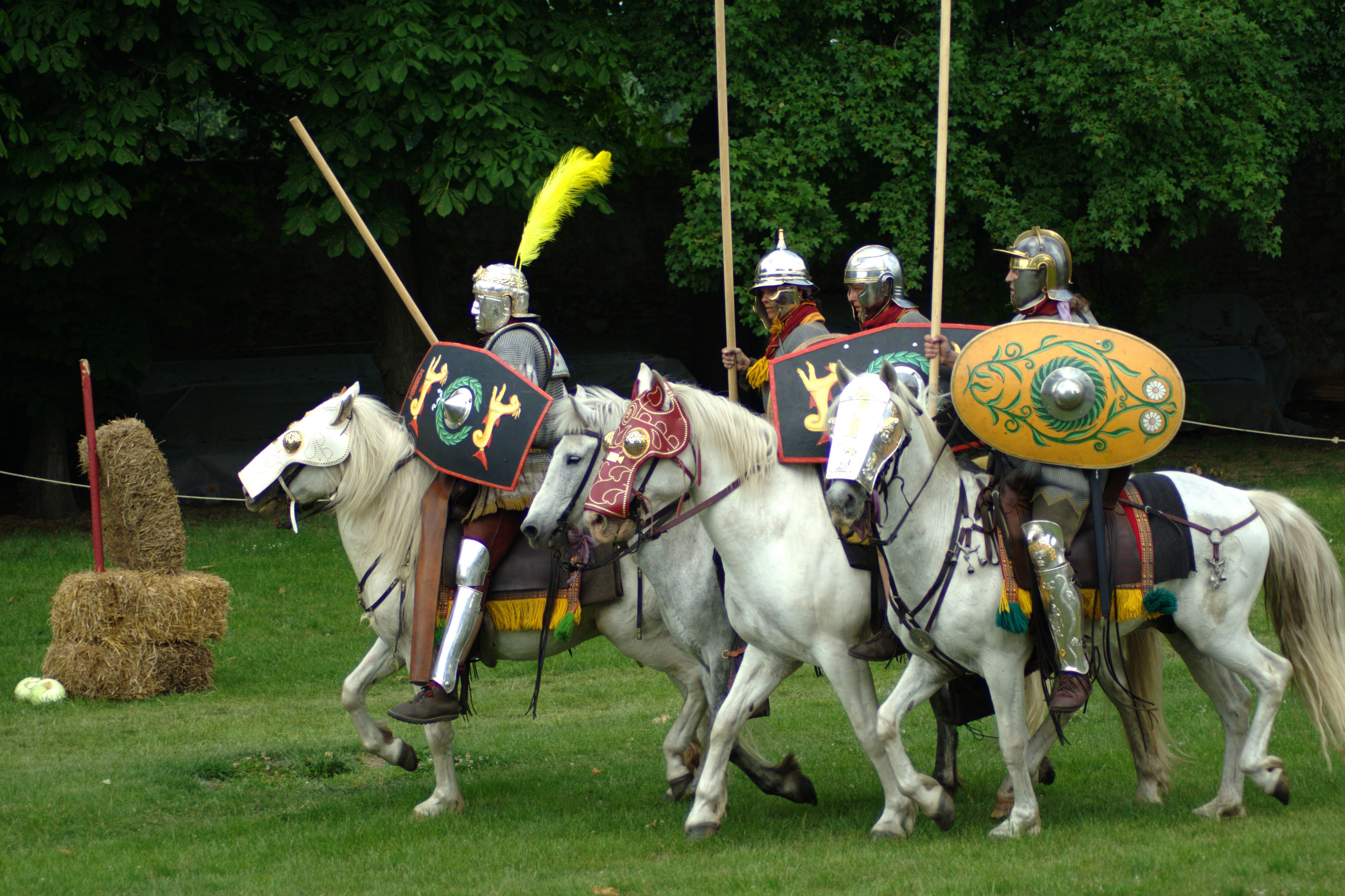
Recreación moderna de varios equites romanos a la carga.